# Tatu Lauslehto
Tatu Lauslehto (Tuusula, 19 ottobre 1983) è un pilota motociclistico finlandese ritiratosi dall'attività agonistica.
Anche sua sorella, Heta Lauslehto, ha corso come pilota motociclistica professionista.

## Carriera
Gareggia per anni nel campionato Europeo Velocità, (26° nel 2001 e decimo nel 2003 in classe 250) dove nel 2004 vince il titolo nella classe Supersport in sella ad una Honda. Questo attira l'attenzione dei team del mondiale Supersport, e viene così ingaggiato per il 2005 dal team austriaco Klaffi Honda.
Nella stagione di debutto nel mondiale Lauslehto porta a termine tutte le 12 gare della stagione e conquista punti in 11 di queste, ottenendo come miglior risultato un 6º posto a Monza. A fine stagione si classifica 10º nel mondiale con 60 punti. Per la stagione seguente Lauslehto cambia squadra passando al team svedese Dark Dog Stiggy Motorsports che anche lui usa delle Honda. Lauslehto arriva 4 volte su 12 a punti e non andando mai oltre l'undicesimo posto (ottenuto a Monza). A fine stagione si classifica 30º nel mondiale con 11 punti.
Per il 2007 Lauslehto cambia team per il terzo anno di fila, passando stavolta al team ceco Intermoto Czech, che come gli altri due precedenti team usa delle Honda. La stagione è peggiore dell'anno prima, Lauslehto non riesce ad andare oltre ad un 17º posto a Phillip Island e visto che dopo le prime 5 gare non riesce ancora ad ottenere punti, viene sostituito dal team e finisce così la sua carriera mondiale.
Tornato a correre in campionati nazionali, nel 2012 ha vinto il titolo Supersport del campionato tedesco in sella ad una Yamaha. Terminata la propria carriera nel 2017, rimane nel mondo dei motori svolgendo la mansione di meccanico per il team Ajo Motorsport.

## Risultati in carriera nel mondiale Supersport
| 2005 | Moto  |    |   |    |   |    |    |    |    |   |   |    |    |  | Punti | Pos. |
| ---- | ----- | -- | - | -- | - | -- | -- | -- | -- | - | - | -- | -- |  | ----- | ---- |
| 2005 | Honda | 10 | 9 | 15 | 6 | 10 | 10 | 12 | 14 | 9 | 9 | 16 | 12 |  | 60    | 10º  |

| 2006 | Moto  |    |     |    |    |    |    |    |    |    |    |    |     |  | Punti | Pos. |
| ---- | ----- | -- | --- | -- | -- | -- | -- | -- | -- | -- | -- | -- | --- |  | ----- | ---- |
| 2006 | Honda | 24 | Rit | 13 | 11 | 16 | 20 | 14 | 17 | 20 | 15 | 18 | Rit |  | 11    | 30º  |

| 2007 | Moto  |    |    |     |     |    |  |  |  |  |  |  |  |  | Punti | Pos. |
| ---- | ----- | -- | -- | --- | --- | -- |  |  |  |  |  |  |  |  | ----- | ---- |
| 2007 | Honda | 18 | 17 | Rit | Rit | 23 |  |  |  |  |  |  |  |  | 0     |      |

| Legenda | 1º posto        | 2º posto            | 3º posto           | A punti      | Senza punti        | Grassetto – Pole position Corsivo – Giro più veloce |
| Legenda | Gara non valida | Non qual./Non part. | Ritirato/Non class | Squalificato | '-' Dato non disp. | Grassetto – Pole position Corsivo – Giro più veloce |